# Oedura cincta
Espèce
Synonymes
- Oedura derelicta Wells & Wellington, 1985

Oedura cincta est une espèce de gecko de la famille des Diplodactylidae.

## Répartition
Cette espèce est endémique d'Australie. Elle se rencontre dans le Sud-Est de l'Australie-Méridionale, dans le Sud du Territoire du Nord, dans le Sud du Queensland et en Nouvelle-Galles du Sud.

## Description
L'holotype mesure 130 mm dont 55 mm pour la queue.

## Systématique et taxinomie
Cette espèce a été relevée de sa synonymie avec Oedura marmorata par Oliver et Doughty en 2016.

## Publication originale
- De Vis, 1888 "1887" : A contribution to the herpetology of Queensland. Proceedings of the Linnean Society of New South Wales, sér. 2, vol. 2, p. 811-826 (texte intégral).

## Sources
- (en) Reptarium Reptile Database : Oedura cincta De Vis, 1888 (consulté le 29 mai 2016)